# Martsang kagju
Martsang kagju (transliteracja Wyliego. smar tshang bka' brgyud) – szkoła kagju buddyzmu tybetańskiego, jedna z tzw. ośmiu mniejszych szkół kagju, wywodzących się od ucznia Gampopy (1079-1153) Pagmodrupy (transliteracja Wyliego. phag mo gru pa rdo rje rgyal po, 1110–1170). Założył ją Marpa Drubthob Szerab Jesze (transliteracja Wyliego. smar pa sgrub thob shes rab seng ge,1135-1203), uczeń Pamodrupy, który posiadł przekazy kagju Gampopy (1079-1153) "Sześciu Jog Naropy" oraz Mahamudry Reczungpy (1083-1161), lamdre tradycji sakja oraz lamrim i jidam Biała Tara od kadam. Założył klasztor Szo (transliteracja Wyliego. sho dgon). Spadkobiercą mistrza był Drogön Rinchen (1170-1249), który założył klasztor Tsomdo w Markham w roku 1200 n.e. W 1718 roku wiele klasztorów martsang zostało zburzonych przez mongołów Dzungarianów i od tego czasu tradycja traciła na znaczeniu. Obecnie przedstawicielem martsang jest Gangri Karma Rinpoche, ur. 15 czerwca 1964 r. we wschodnim Tybecie.